# Кошир, Лоренц
Ло́вренц Ко́шир (словен. Lovrenc Košir), также Ло́ренц Ко́шьер (нем. Laurenz Koschier; 29 июля 1804, Сподня Луша, Крайна, Австро-Венгрия, ныне Словения — 7 августа 1879, Вена, Австро-Венгрия, ныне Австрия) — австрийский государственный служащий, который работал в Любляне. Помимо Роуленда Хилла и Джеймса Чалмерса, считается изобретателем почтовой марки.

## Идея клейких почтовых штемпелей
В 1835 году, за пять лет до введения первых в мире марок в Великобритании, Ловренц Кошир предложил ввести клейкие налоговые штемпели (aufklebbare Brieftaxstempel) в Департаменте торговли в Вене, который отвечал за почтовую систему. Эти почтовые штемпели должны были использоваться для предварительной оплаты почтовых отправлений. Он назвал их gepresste Papieroblate (прессованные бумажные вафли), которые сегодня известны как почтовые марки. Его предложение было подробно рассмотрено, но на тот момент отвергнуто.
Ловренц Кошир предположил, что марки будут смоделированы на основе официальных печатных марок, которые уже были использованы в Австрии. Однако, поскольку он имел контакт с Англией, предполагается, что он получил идею от Джеймса Чалмерса, который уже сделал штампы на год раньше, чем Кошир. Тем не менее, Чалмерс не представил свои проекты до трёх лет после предложения Ловренца Кошира.

Кошир был увековечен на нескольких памятных почтовых марках в Австрии, Словении и бывшей Югославии. И Австрия, и бывшая Югославия очень поддержали Ловренца Кошира, признанного единственным и уникальным изобретателем почтовой марки. 21 августа 1948 года был выпущен юбилейный почтовый блок, который состоял из четырёх марок и изображал его портрет. В том же году югославская почтовая система выпустила марку авиапочты, изображающую Ловренца Кошира, его родной дом в Сподня Луше и самолёт. Что особенного в этих марках, так это аллонж, прикреплённый к каждой марке. На нём есть надпись на сербохорватском и на французском языке с информацией о вкладе Ловренца Кошира в отношении изобретения почтовых марок. К столетию со дня его смерти в 1979 году Кошир был изображён на австрийской памятной почтовой марке (как Лоренц Кошьер) с надписью «пионер почтовой марки». В 2004 году словенская почта выпустила памятную почтовую марку, посвящённую 200-летию со дня рождения Ловренца Кошира.